# Ламбас
Ла́мбас — посёлок в Верхнетоемском районе Архангельской области. Расположен в верховьях реки Пинеги, на одном из её левых притоков — Охтоме.
Административно посёлок входит в Горковское сельское поселение, центром которого является деревня Согра.

## Население
| 2002 | 2010 |
| ---- | ---- |
| 419  | ↘242 |

### Карты
- Лист карты P-38-55,56 Ламбас. Масштаб: 1 : 100 000. Состояние местности на 1984 год. Издание 1988 г.